# Risky
RISKY – czwarty album studyjny japońskiego zespołu B’z, wydany 7 listopada 1990 roku. Osiągnął 1 pozycję w rankingu Oricon i pozostał na liście przez 130 tygodni, sprzedał się w nakładzie 1 695 900 egzemplarzy. Album zdobył status płyty Milion.

## Lista utworów
Wszystkie utwory zostały napisane i skomponowane przez Kōshi Inabę i Takahiro Matsumoto.
| Nr  | Tytuł                                                                                 | Czas |
| --- | ------------------------------------------------------------------------------------- | ---- |
| 1.  | „RISKY”                                                                               | 1:24 |
| 2.  | „GIMME YOUR LOVE -Fukutsu no LOVE DRIVER-” (jap. GIMME YOUR LOVE -不屈のLOVE DRIVER-) | 4:23 |
| 3.  | „HOT FASHIN -Ryūkōkata-” (jap. HOT FASHION -流行過多-)                                | 4:11 |
| 4.  | „EASY COME, EASY GO! -RISKY Style-”                                                   | 4:40 |
| 5.  | „Itoshī hito yo Good Night...” (jap. 愛しい人よGood Night...)                         | 6:13 |
| 6.  | „Holy Night ni kuchizuke wo” (jap. HOLY NIGHTにくちづけを)                            | 5:01 |
| 7.  | „VAMPIRE WOMAN”                                                                       | 4:58 |
| 8.  | „Tashikana mono wa yami no naka” (jap. 確かなものは闇の中)                            | 4:18 |
| 9.  | „FRIDAY MIDNIGHT BLUE”                                                                | 4:25 |
| 10. | „It's Raining...”                                                                     | 4:58 |

## Notowania
| Lista                                 | Pozycja |
| ------------------------------------- | ------- |
| Oricon Weekly Albums Chart            | 1       |
| Oricon Yearly Albums Chart (rok 1990) | 26      |
| Oricon Yearly Albums Chart (rok 1991) | 10      |
| Oricon Yearly Albums Chart (rok 1992) | 50      |